# Paracis spinosa
Paracis spinosa är en korallart som först beskrevs av Thomson och Henderson 1906.  Paracis spinosa ingår i släktet Paracis och familjen Plexauridae. Inga underarter finns listade i Catalogue of Life.